# Стојаковић
Стојаковић је српско презиме. Значајни људи са презименом су:
- Ђорђе Стојаковић (1810–1863), српски политички активиста, правник и револуционар
- Јадранка Стојаковић (1950–2016), српска кантауторка
- Пеја Стојаковић (рођен 1977), српски кошаркаш